# Mahjoub Mohamed Salih
Mahjoub Mohamed Salih, né le 12 avril 1928 et mort le 13 février 2024, est un journaliste soudanais.
Rédacteur en chef du quotidien Al-Ayam, il subit des pressions en tant que président du Comité pour la défense de la liberté de la presse (créé le 4 mai 2004) et en tant que signataire du mémorandum contre la loi sur la presse, signé par 210 journalistes,.
Il reçoit en 2005 la plume d'or de la liberté, un prix de l'association mondiale des journaux qui récompense les personnes ou organismes pour leurs actions pour la liberté d'expression. « Compte tenu des conditions dans lesquelles il travaille, la contribution de M. Salih à la presse soudanaise indépendante est pour le moins remarquable ».
Mahjoub Mohamed Salih meurt le 13 février 2024 à l’âge de 95 ans.